# 福克斯海峽
65°0′N 80°00′W / 65.000°N 80.000°W
福克斯海峽是加拿大的海峽，位於努納武特基吉柯塔魯克地區，連接福克斯灣、哈德森灣和哈得遜海峽，長322公里、寬145至322公里，最大水深352米。